# Carny
Carny és una pel·lícula dirigida per Robert Kaylor, estrenada el 1980 sobre una cambrera que s'uneix a un carnaval. És protagonitzada per Gary Busey, Jodie Foster, i Robbie Robertson.

## Argument
Cansada del seu treball, una jove de divuit anys decideix unir-se a una tropa de carnaval on treballen Frankie i Patch, dos còmics que es burlen despietadament dels espectadors.

## Repartiment
- Gary Busey: Frankie
- Jodie Foster: Donna
- Robbie Robertson: Patch
- Meg Foster: Gerta
- Kenneth McMillan: Heavy St. John
- Elisha Cook, Jr.: On-Your-Mark
- Tim Thomerson: Doubles
- Teddy Wilson: Nails
- John Lehne: Skeet
- Bill McKinney: Marvin Dill
- Bert Remsen: Delno Baptiste
- Woodrow Parfrey: W. C. Hannon
- Alan Braunstein: Willie Mae
- Tina Andrews: Sugaree
- Craig Wasson: Mickey